# Lélchytsy
Lélchytsy (bielorruso: Ле́льчыцы) o Lélchitsy (ruso: Ле́льчицы) es un asentamiento de tipo urbano de Bielorrusia, capital del distrito homónimo en la provincia de Gómel. Dentro del distrito, es la sede administrativa del consejo rural homónimo sin formar parte del mismo.
En 2022, el asentamiento tenía una población de 12 406 habitantes.
Tiene su origen como una de las aldeas de la finca rústica "Ubart", feudo que en 1412 Vitautas donó a la diócesis de Vilna, al que en 1567 Segismundo II Augusto Jagellón concedió derechos de mercado y una feria anual. La aldea de Lélchytsy se menciona en documentos desde el siglo XVII y se separó de Ubart como una finca aparte en 1808. Hasta principios del siglo XX no alcanzó el millar de habitantes. En 1938, la RSS de Bielorrusia le dio el estatus de asentamiento de tipo urbano.
Se ubica a orillas del río Ubort y cerca de la frontera con Ucrania, a medio camino entre Mazyr y Olevsk sobre la carretera P36.